# مینهیرو کینوموتو
مینهیرو کینوموتو (انگلیسی: Minehiro Kinomoto؛ زادهٔ ۲۲ نوامبر ۱۹۸۹) بازیگر اهل ژاپن است.